# Pez Whatley
Pezavan Whatley, detto Pez (Chattanooga, 10 gennaio 1951 – Chattanooga, 18 gennaio 2005), è stato un wrestler statunitense, noto per i suoi trascorsi nella federazione NWA Mid-America.
Nel 2021 è stato introdotto nella WWE Hall of Fame.

## Carriera
Whatley giocò a football americano e praticò la lotta studentesca alla Notre Dame High School di Chattanooga, Tennessee, e alla University of Tennessee at Chattanooga. Fu il primo wrestler afroamericano della UTC.
Whatley iniziò la carriera nel wrestling nel 1973 dopo un breve periodo come sollevatore di pesi. Inizialmente lavorò nella Big Time Wrestling di The Sheik, dopodiché lottò prevalentemente in Georgia, Alabama e Tennessee. Mentre si trovava nella Georgia Championship Wrestling, ebbe un memorabile angle in televisione, nel quale Junkyard Dog, prima di un suo match contro Buzz Sawyer, schiaffeggiò Whatley facendolo talmente infuriare da fargli schienare Sawyer due volte nella stessa puntata di World Championship Wrestling. Sempre nella GCW, ebbe un notevole feud con la stable Legion of Doom di Paul Ellering che incluse dei match con Jake "The Snake" Roberts. Sfidò anche Greg Valentine per il titolo United States Heavyweight, ma senza successo. Whatley era uno dei wrestler più popolari della federazione, quando decise di trasferirsi nella Florida Championship Wrestling nel 1984. Lì vinse per due volte il Southern Title. Fu uno dei tre membri della fazione "Convertible Blondes" insieme a Rip Rogers e Gary Royal nella ICW di Angelo Poffo, sebbene non si tinse mai i capelli di biondo. Uno dei momenti più celebri di Whatley nella ICW fu l'angle "Mop Head" dove  Whatley fu costretto ad indossare un parrucchino dopo aver perso un incontro con Ron Garvin. La stipulazione del match, inoltre, stabiliva che avesse dovuto tenerlo in testa fino a quando non avesse vinto un match. Tutto questo portò a una lunga scia di sconfitte per Whatley e a un lungo feud tra lui e Garvin. La maggior parte delle sconfitte di Whatley arrivarono per squalifica a causa di interferenze esterne quando Garvin assaliva i suoi avversari. La rivalità duro svariati mesi fino a quando Whatley riuscì finalmente a vincere un match.
Nel 1985 si trasferì nella Jim Crockett Promotions e lottò spesso in coppia con Jimmy Valiant contro i membri della fazione heel Paul Jones' Army. In seguito tradì Valiant, e si alleò con The Barbarian e Baron von Raschke nella loro faida con Valiant, sputando frequentemente sugli avversari durante i match. Alla fine fu sconfitto da Valiant in un hair vs. hair match e fu rapato a zero. Nel 1986, nel corso di un breve stint mentre Dusty Rhodes era campione NWA dei pesi massimi, Whatley apparve in televisione dichiarando di voler diventare il primo campione mondiale NWA "nero".
Alla fine del 1987 lasciò Jones e cominciò a lottare in coppia con Tiger Conway Jr. in un tag team denominato "The Jive Tones". Il duo non ebbe troppo successo, e Whatley lasciò la compagnia per andare in Florida nel 1988. Vi rimase molto poco, e si spostò a lottare in Alabama nella Southeast Championship Wrestling dove assunse l'identità del wrestler face "Willie B. Hert".
Nei primi anni novanta trascorse un breve periodo in Giappone nella UWFi. Lavorò anche per la World Wrestling Federation come semplice jobber dal gennaio 1990 all'aprile 1991. In WWF riportò anche qualche vittoria, sconfisse infatti Buddy Rose, Paul Diamond e The Genius. Successivamente fece qualche sporadica apparizione nella World Championship Wrestling, sempre come jobber fatta eccezione per la sua partecipazione agli eventi World War 3 del 1995 e del 1996, fino al ritiro dal ring nel 1998. Divenne quindi un assistente trainer presso il WCW Power Plant.
Nel 2021 Whatley è stato introdotto nella WWE Hall of Fame.

## Morte
Mentre stava lavorando nella WCW alla fine degli anni novanta, Whatley fu ricoverato in ospedale a causa di una forte bronchite, e i medici scoprirono che soffriva di un grave disturbo cardiaco; fu messo in lista per un trapianto di cuore. Nel 2003 ebbe un infarto. Il 15 gennaio 2005, ebbe un secondo infarto e morì in ospedale a Chattanooga tre giorni dopo.

## Titoli e riconoscimenti
- All-American Wrestling
  - AAW Heavyweight Championship (2)[7]
- Championship Wrestling from Florida
  - NWA Southern Heavyweight Championship (Florida version) (2)[8]
- Georgia Championship Wrestling
  - Omni Thanksgiving Tag Team Tournament (1983) – con Butch Reed[9]
- International Championship Wrestling
  - ICW United States Heavyweight Championship (1)[10]
  - ICW United States Tag Team Championship (1) – con Rip Rogers[11]
  - ICW United States Tag Team Championship Tournament (1980) – con Rip Rogers[9]
- NWA Mid-America
  - NWA Mid-America Tag Team Championship (2) – con Ray Candy[12]
- Pro Wrestling Illustrated
  - 345º nella lista dei migliori 500 wrestler singoli nei "PWI Years" del 2003.[13]
- Universal Wrestling Association
  - UWA Heavyweight Championship (1)[7]
- Western States Sports
  - NWA Western States Tag Team Championship (2) – con Abe Jacobs[14]
- WWE
  - WWE Hall of Fame (Classe del 2021)
- Altri titoli
  - NCW Tag Team Championship (1) – con Sam McGraw